# Odontogriphus
Odontogriphus es un fósil de comienzos del Paleozoico, desenterrado en Burgess Shale (Canadá). Se le define como molusco, aunque no reúne todos los caracteres. Posiblemente esté en una posición basal del linaje de los moluscos. Odontogriphus tiene una pequeña boca con varias filas de dientes, que se van regenerando (de una manera parecida a la rádula de los moluscos). Hay indicios de pie reptador. Se cree que es una especie de monoplacóforo sin concha.

## Enlaces externos

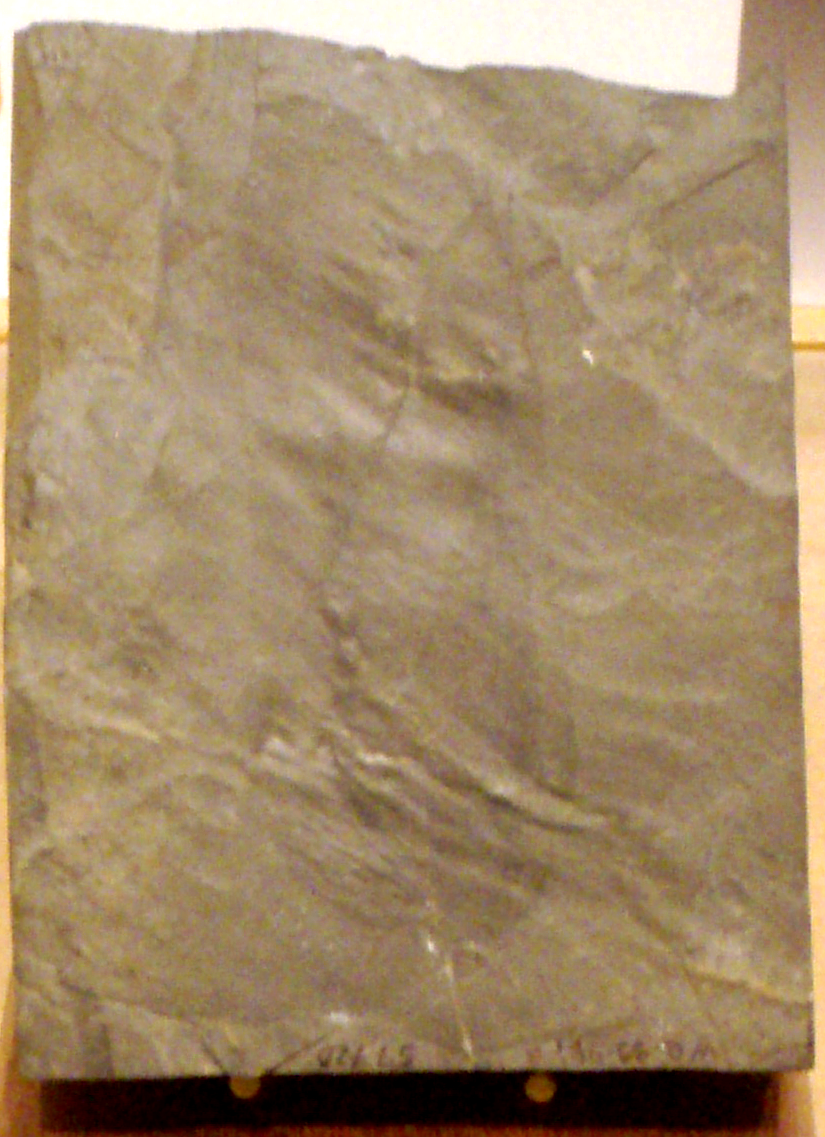
Odontogriphus
Museo Real de Ontario.